# Дом Советов (Могилёв)

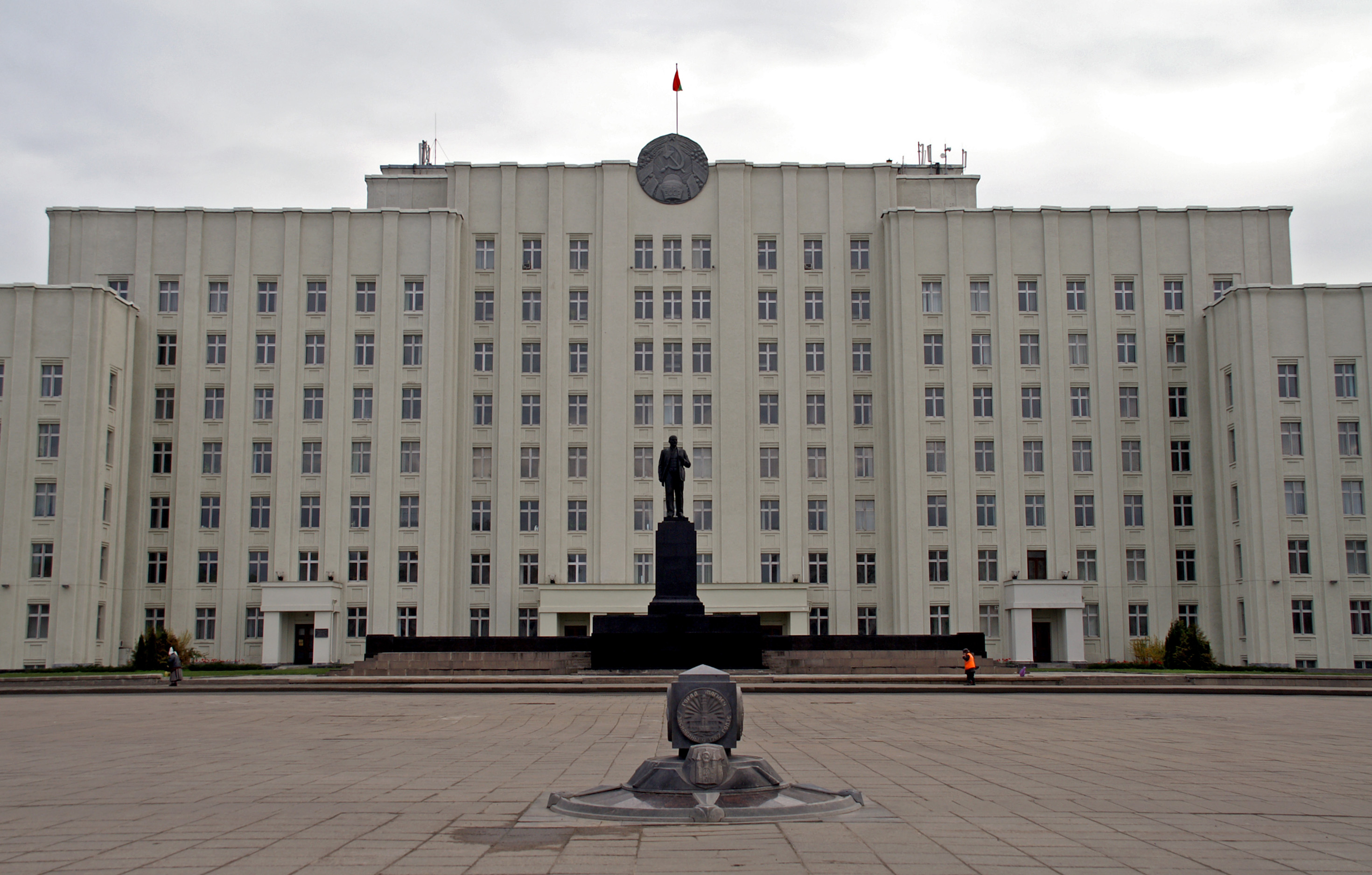
Дом Советов в Могилёве

Дом Советов в Могилёве — памятник архитектуры межвоенного периода, авторства И. Лангбарда. Дом Советов расположен в центре города по адресу: ул. Первомайская, дом 71.
Проект здания создаётся в 1935 году в условиях возможного переноса столицы БССР в Могилёв. Поэтому было спроектировано здание, идентичное минскому Дому правительства. В 1938 году правительство республики даже приняло постановление о переносе столицы. В этих условиях с 1938 по 1940 год в центральной части Могилёва возводится Дом Советов для руководящих органов республики.
В послевоенное время Дом Советов заложил основу реконструкции Могилёва.
В настоящее время в здании находится высший орган областной власти — Могилёвский областной исполнительный комитет.